# Grangeville, Kalifornien
Grangeville är en ort i Kings County i Kalifornien. Grangeville hade 469 invånare enligt 2010 års folkräkning.